# 박상진 (독립운동가)
박상진(朴尙鎭, 1884년 12월 7일 ~ 1921년 8월 13일)은 한국의 독립 운동가이다. 아호는 고헌(固軒), 본관은 밀양.

## 생애
경상남도 울산의 유학자 집안에서 출생하여 지난날 한때 경상남도 밀양에서 잠시 유아기를 보낸 적이 있는 그는 훗날 영남 지역의 명망 있는 유학자로 의병 운동을 일으켰다가 사형 집행된 허위의 문하에서 수학했고, 1910년 양정의숙을 졸업하면서 신학문도 익혔다.
그는 졸업후 판사 시험에 합격했지만 판사 임용을 거절하고 1911년 만주 지역의 망명자들을 만나러 갔다. 만주에는 허위의 형인 허겸을 비롯하여 이상룡과 김동삼, 손일민, 김대락 등이 망명해 있었는데, 이들은 모두 영남 지역의 유학자 출신으로 해외 독립 운동 기지 설립을 위해 만주로 건너간 인물들이었다.
귀국한 뒤에는 해외의 독립 운동 자금을 지원하고 안둥 삼달양행과 창춘 상원양행, 지린에 연락 거점으로 활용하기 위하여 대구에 상덕태상회(尙德泰商會)를 설립하였고, 1915년에는 비밀 결사 조선국권회복단을 조직해 활동했다. 계몽 운동가 중심의 이 단체는 곧 채기중 등이 결성한 구 의병 운동가 중심의 풍기광복단과 연합하여 대한광복회를 조직했으며, 박상진은 이 광복회의 총사령을 맡았다.
광복회의 강령은 부호에게서 군자금을 반강제적으로 기부 받아 독립 운동 자금으로 사용하고, 만주 지역에서 무장 독립 운동을 위한 학교를 세워 운영하며, 해외에서 무기를 구입하여 일본인 고관이나 한국인 친일 인물들을 수시로 처단한다는 등의 내용을 담고 있다.
그는 독립 운동 자금을 모집하던 중 협조하지 않는 칠곡의 부호 장승원(장직상·장택상의 아버지) 등의 부호들과 친일파를 처단하기도 했으며 1918년 체포되어 사형 선고를 받았으며, 만주에 있던 김좌진은 박상진을 구하기 위해 파옥계획을 세웠으나 시행하지는 못했다. 이후 변호사 선임 등을 거부하고 대구 형무소에서 처형되었다.

## 사후
1962년 건국훈장 독립장이 추서되었다.

## 가계
- 백부 : 박시룡(朴時龍)
- 부친 : 박시규(朴時奎)
  - 부인 : 최영백(崔永伯), 최현교(崔鉉敎)의 녀
    - 외아들 : 박경중(朴敬重)
      - 손자 : 박위동

## 기타
경주 최부잣집 12대 손이자 마지막 최부자였던 최준의 사촌 처남이었다. 또한 그자신이 처형한 장승원과는 외가, 처가 쪽으로 먼 인척으로 두 집안은 칠곡의 양천 허씨 집안과 통혼관계였다.

## 같이 보기
- 최준
- 대한광복단
- 김좌진
- 장승원
- 장택상

## 참고자료
- 박맹진(朴孟鎭), 『고헌실기약초(固軒實記畧抄)』[깨진 링크(과거 내용 찾기)] (1946년경 편찬), 한국 독립운동 정보시스템, 독립기념관

- 대한민국 국가보훈처, 이 달의 독립 운동가 상세자료 - 박상진
- 역사문제연구소 (1995). 〈이름만 남긴 청산리전투의 영웅들〉. 《인물로 보는 항일무장투쟁사》. 서울: 역사비평사. ISBN 978-89-7696-224-9.
- 《영남일보》(2004.12.7) 역사속의 영남사람들 - 48. 박상진
- 울산문화원, 향토사 자료 - 박상진 의사 생가
- <판사직 내던지고 독립투사 변신 박상진 의사>[깨진 링크(과거 내용 찾기)]
- 역사스페셜 33회 잊혀진 영웅! 광복회 총사령 박상진 KBS 2010년 4월 10일 방송